# IC 2176
IC 2176 је спирална галаксија у сазвјежђу Близанци која се налази на листи објеката дубоког неба у Индекс каталогу.
Деклинација објекта је + 32° 28' 13" а ректасцензија 7h 7m 31,8s. Привидна величина (магнитуда) објекта IC 2176 износи 14,5 а фотографска магнитуда 15,3. IC 2176 је још познат и под ознакама MCG 5-17-11, CGCG 146-25, NPM1G +32.0128, PGC 20193.